# Rhipha strigosa
Rhipha strigosa är en fjärilsart som beskrevs av Walker 1854. Rhipha strigosa ingår i släktet Rhipha och familjen björnspinnare. Inga underarter finns listade.